# Алістер королівський
Алістер королівський (Alisterus scapularis) — вид папуг з родини Psittaculidae. Ендемік Австралії.

## Поширення
Вид присутній на східному узбережжі Австралії, від півночі Квінсленда до півдня штату Вікторія. Він досить поширений, але зник з деяких територій, де евкаліпт був очищений, щоб звільнити місце для немісцевих видів, таких як Pinus radiata. Живе в тропічних лісах, в евкаліптових лісах, в заростях річок, до 1600 метрів над рівнем моря. Інколи спостерігається в саванах, що прилягають до галерейних лісів, а також у міських садах і парках, поза шлюбним періодом.

## Підвиди
Виділяють два підвиди:
- A. s. minor (Mathews, 1911) — північно-східний Квінсленд;
- A. s. scapularis (Lichtenstein, 1816) — північ центрального Квінсленда на південь до півдня Вікторії.

## Опис
Довжина птаха досягає 42–43 см (включно з хвостом) і важить 209—275 г. Самці мають червоне оперення на голові, грудях і нижній частині тіла, а крила і хвіст зелені. Дзьоб оранжево-чорний. Самка має зелену голову та груди та чорний дзьоб.